# スレッショルド・レコード
スレッショルド・レコード（Threshold Records）は、イングランドのロック・バンドのムーディー・ブルースが1969年に設立したレコード・レーベルである。レーベル名は同年に発表された彼等の通算4作目のアルバム『夢幻』の原題『On the Threshold of a Dream』に由来する。
製品はイギリスではデッカ・レコード、アメリカ合衆国ではロンドンレコードによって配給された。

## 解説
ムーディー・ブルースは自分達のLPを芸術的にパッケージ化されたゲートフォールド・カバーで発表するため、またメンバーのソロ作品を発表するため、デッカ・レコードを親会社に持つレコード会社を設立した。第一弾のアルバムは『夢幻』に続く通算5作目の『子供たちの子供たちの子供たちへ』（1969年）である。
最初に契約したバンドはウェストカントリー・ロッカーのアスガード （Asgard）で、1972年にアルバム『神国の王国 (In the Realm of Asgard)』からのシングル2枚をリリースした。メンバーのマイク・ピンダー（キーボード、ヴォーカル）が推していたジェネシスも1970年に契約を検討した。トニー・バンクスによると、ジェネシスは「ルッキング・フォー・サムワン (Looking For Someone)」の1ヴァージョンをレコーディングしたが、やり直しの時間がないまま最後までパフォーマンスのミスが残ったので、契約を保留にしたのだという。バンクスは「茶色いメモが付いているもの（不備があるもの）を出すことはできません。それが、スレッショルドと契約しなかった理由のひとつです」と述べている。
メンバーのジョン・ロッジ（ベース、ヴォーカル）は契約したトラピーズをプロデュースした。6人組ロック・バンドのプロヴィデンスもスレッショルドにてレコーディングを行った。
1976年以降、ムーディー・ブルースは自分達のアルバムの製造をデッカ・レコードに戻した。しかし自分達のレコードをサリー州コブハムに所有していたレコード・ショップを通して販売する手段として、スレッショルドの社名とロゴを長年に亘って維持していった。1970年代後半にはメンバーのジャスティン・ヘイワード（ギター、ヴォーカル）の故郷であるスウィンドンにもスレッショルド・レコード・ショップが存在した。
その後のムーディー・ブルースのアルバムは『ストレンジ・タイムズ』（1999年）まで「スレッショルド・レコードと紐づけて」ブランド化された。
スレッショルド・レコード・ショップは、2011年2月に一般公開されなくなった。

## レーベルのヴァリエーション
- レーベル上部に「DISTRIBUTED BY LONDON」と表示されているボックスに、青いロゴの付いた白いレーベル。
- レーベルの上にマゼンタ（シングル）またはダークパープル（アルバム）のロゴが付いた白いレーベル。
- レーベルの内側の端から外側の端まで渦巻になっているマルチカラーロゴ付きのブルーレーベル。
- ポリドール・レーベルの下部にある黒いロゴ。
- カスタム・レーベルは、ムーディー・ブルースのボイジャー - 天海冥』（1981年）など、一部の作品でも使用されていた。

## ディスコグラフィ

### アルバム
- THS-1 ムーディー・ブルース: 『子供たちの子供たちの子供たちへ』 - To Our Children's Children's Children (1969年)
- THS-2 トラピーズ: 『トラピーズ』 - Trapeze (1970年)
- THS-3 ムーディー・ブルース: 『クエスチョン・オブ・バランス』 - A Question of Balance (1970年)
- THS-4 トラピーズ: 『メデューサ』 - Medusa (1970年)
- THS-5 ムーディー・ブルース: 『童夢』 - Every Good Boy Deserves Favour (1971年)
- THS-6 アスガード: 『神国の王国』 - In the Realm of Asgard (1972年)
- THS-7 ムーディー・ブルース: 『セヴンス・ソジャーン』 - Seventh Sojourn (1972年)
- THS-8 トラピーズ: 『連動』 - You Are the Music...We're Just the Band (1972年)
- THS-9 プロヴィデンス: 『心の夜明け』 - Ever Sense the Dawn (1972年)
- THS-10 ニッキー・ジェイムス: Every Home Should Have One (1972年)
- THS-11 トラピーズ: The Final Swing (1974年)
- THS-12/13 ムーディー・ブルース: 『失われたロマンを求めて - ムーディー・ブルースの世界』 - This Is The Moody Blues (1974年)
- THS-14 ジャスティン・ヘイワード & ジョン・ロッジ: 『ブルー・ジェイズ』 - Blue Jays (1975年)
- THS-15 グレアム・エッジ・バンド: 『さすらいの騎士』 - Kick Off Your Muddy Boots (1975年)
- THS-16 レイ・トーマス: 『樫の木のファンタジー』 - From Mighty Oaks (1975年)
- THS-17 レイ・トーマス: 『希望、願い、そして夢』 - Hopes, Wishes and Dreams (1976年)
- THS-18 マイク・ピンダー: 『プロミス』 - The Promise (1976年)
- THS-19 ニッキー・ジェイムス: Thunderthroat (1976年)
- TRL-1-2901 ムーディー・ブルース: 『ボイジャー - 天海冥』 - Long Distance Voyager (1981年)
- TRL-1-2902 ムーディー・ブルース: 『プレゼント - 新世界への道程』 - The Present (1983年)
- 820155 ムーディー・ブルース: Voices in The Sky: The Best of The Moody Blues (1984年)